# Festetics György (mezőgazdász)
Tolnai gróf Festetics György vagy Festetics (I.) György (Ság, 1755. december 31. – Keszthely, 1819. április 2.), a keszthelyi Georgikon alapítója, szabadkőműves, a Graeven huszárezred alezredese, nagybirtokos. Gróf Széchenyi István anyai nagybátyja.

## Élete

### Fiatalkora
A gróf tolnai Festetics család sarja. Szülei gróf Festetics Pál (1722–1782) kamarai alelnök és nagybossányi gróf Bossányi Julianna (1734–1805) voltak. Az apai nagyszülei Festetics Kristóf (1696–1768) somogyi alispán, királyi tanácsos, szeptemvir, földbirtokos és mezőszegedi Szegedy Judit (1705–?) voltak. Az anyai nagyszülei nagybossányi gróf Bossányi Imre (1706–1781) alországbíró, nagybirtokos és Korláthköy Éva (1711–1798) voltak. Leánytestvére gróf Széchényi Ferencné tolnai gróf Festetics Julianna (1753–1824), gróf Széchenyi István édesanyja volt. Testvérei közül János (1763–1844) és különösen Imre jelentős szaktekintélynek számítanak a magyar agrárreformok megvalósítói között.
16 éves korában a bécsi Theresianumban tanult, ahol építészeti rajzkísérleteivel tűnt ki; ezért az ottani szépművészetek akadémiája tiszteletbeli tagjává fogadta. 21 évesen az udvari kamaránál kezdte hivatali pályáját, azonban 1778-ban katonának állt a Nádasdy-huszárezredben. 1786-ban a bécsi magyar nemesi testőrséghez került, ahol megismerkedett a francia felvilágosodás eszméivel.
18 évig szolgált a hadseregben. 1790. július 12-én mint a Graeven huszárezred alezredese, néhány tiszttársával folyamodványt nyújtott be az országgyűléshez, melyben kérte, hogy a magyar ezredeket teljesen magyar lábra állítsák. Ezzel a lépéssel Bécsben nagy neheztelést vont magára. 1791 májusában kilépett a hadi szolgálatból és keszthelyi magányába vonult vissza, ahol a még nagyatyja által tervbe vett családi majorság megállapításán, gazdasága rendbe hozásán munkálkodott.

### Politikai fellépése, társadalmi élete
Festetics György magatartása nemzeti irányba fordul, ő is a Habsburg-ellenes, nemzeti táborhoz húz. 1791 májusában kilép a hadseregből, hogy visszatérhessen a hazájába. 

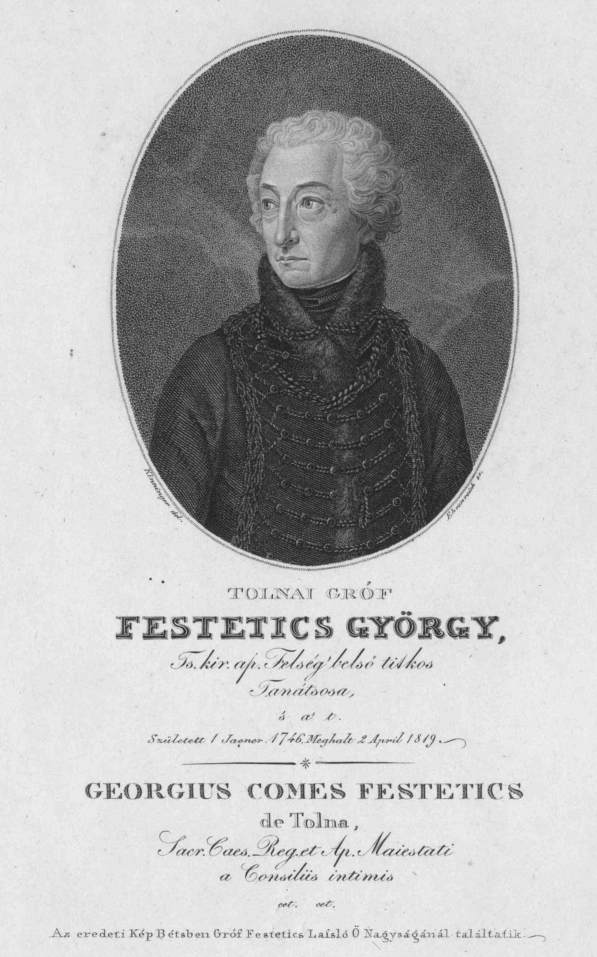
Festetics György portréja

Visszavonul Keszthelyre, s ettől kezdve szinte állandóan itt él. Festetics nagysága abban áll, hogy elhagyva az udvar kegyeit hajszoló, arisztokraták útját, kiáll az anyanyelvű irodalom mellett és mindent megtesz az ország gazdasági műveltségének emelésére.
A szabadkőműves jáprai Spissich János (1745-1804) zalai alispánnal szoros barátságot ápolt; Festetics György is tagja volt a "Jó tanácshoz" címzett szabadkőműves páholynak Zalaegerszegen, amelyet Spissich vezetett. Festetics György barátságot ápolt Kazinczy Ferenc íróval, tubolyszeghi Tuboly László költővel, valamint Pálóczi Horváth Ádámmal is. Festetics György gyermekeit a szintén szabadkőműves barkóczi Rosty János (1759–1810), keszthelyi római katolikus plébános keresztelte meg; a gyermekei keresztapásságát a keszthelyi plébánosnak apja, barkóczi Rosty Ferenc (1718–1790) Vas vármegye alispánja és országgyűlési követe, királyi tanácsos is vállalta, aki szintén jó baráti viszonyban volt Festetics Györggyel. táblabíró, földbirtokos. A szabadkőműves páholy tagjainak egy része (Festetics Györggyel együtt) vezető szerepet játszott abban, hogy a zalai megyegyűlés 1797. április 12-én igen önérzetes hangú határozatban mondott ellent a franciák ellen meghirdetett nemesi felkelésnek. A király által elrendelt vizsgálat eredményeként néhány tisztségviselőt elmozdítottak állásából, másokat súlyos megrovásban részesítettek: Spissich János zalai első alispánt, nemes Mlinarics Lajos zalai másodalispánt, gróf Althann Mihály János zalai főispánt, Tuboly László zalaegerszegi főszolgabírót, Kozits Istvánt, Szapáry Pétert, Csány Ferencet, Tuboly Imrét valamint maga Festetics Györgyöt is.
A hazai gazdálkodás fejlesztésére 1797-ben Keszthelyen gazdasági iskolát (Georgikon) alapított, amelyet József nádor 1801. augusztus 23-án szántással szentelt fel. Abban az évben a keszthelyi kis gimnáziumot ötosztályossá emeltette (amelyet 1808-ban Sopronba helyezett át) és abban nemes ifjak számára kollégiumot alapított.

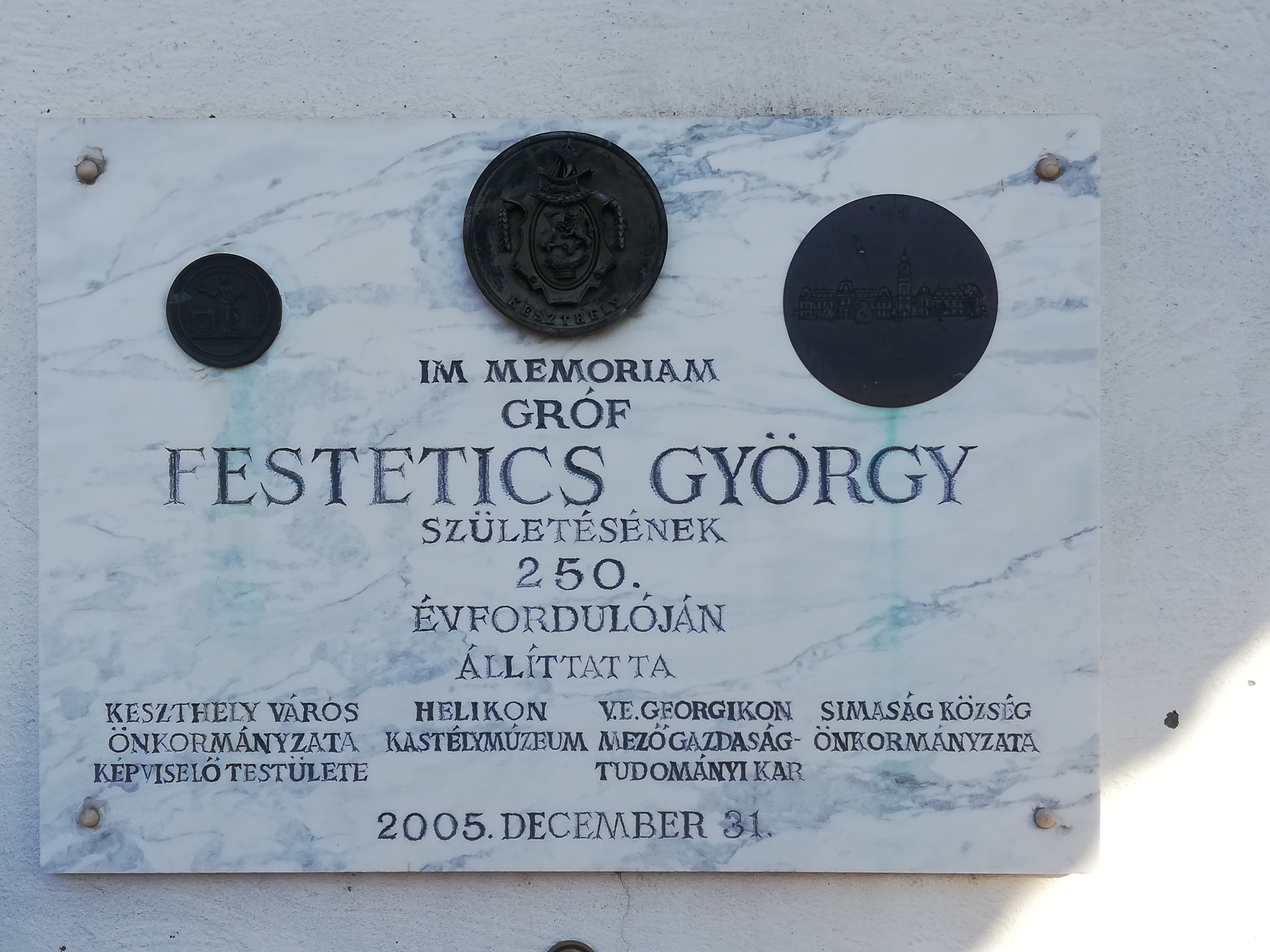
Emléktáblája Simaság temetőjében

1802-ben negyvenezer forint tőkét ajánlott fel, hogy annak kamatából három magyar nemes ifjú a bécsi mérnöki kar iskolájában a hadi tudományokat tanulhassa. 1809-ben a francia háborúkor száz, utóbb ötszáz huszárt állított ki saját költségén a hadsereghez; Zala vármegyénél pedig 100 000 forintot tett le a szegényebb nemesek hadba állására. 1817-től kezdve évenként a király neve napján nemzeti ünnepet rendezett, ahol a jelesebb magyar írókat emlékfa-ültetéssel és tiszteletdíjakkal örvendeztette meg. A hazai tudományos életnek is egyik fő pártolója és előmozdítója volt. A göttingai tudós társaságnak levelező tagja volt.
Festetics életének utolsó figyelemre méltó kezdeményezése. Asbóth János professzor útmutatásai alapján, Keszthelynek a magyar irodalmi élet találkozóhelyévé való szervezésének kísérlete volt. Bécs gyanakvásának elaltatására az uralkodó neve napjára időzített Helikon ünnepségeken a Georgikon hallgatói nyilvánosan adtak számot ismereteikről, a Keszthelyre ellátogató költők műveiket felolvasták, elméleti és esztétikai kérdésekről vitatkozhattak. Döntő volt hogy a nyelvújítási viták során keletkezett konfliktusokat feloldhatták, és az együttléthez Festetics, mint mecénás, formális hátteret biztosított. Kisfaludy Sándor, Pálóczi Horváth Ádám, Dukai Takács Judit, és Berzsenyi Dániel voltak a legnevesebb résztvevők.

### Keszthelyi kastély
1799–1801 között új épületszárnyat építtetett a kastélyhoz, itt található a Helikon Könyvtár, Magyarország legnagyobb és egyetlen épen maradt magánkönyvtára, több mint 90 ezer, főleg 18. és 19. századi kötetével és eredeti berendezésével.
Neoklasszicista stílusú bútorzata iparművészeti alkotás. A gyűjteményben található többek között 1808-ban készült földgömb és hársfából készült csillár.

## Házassága és leszármazottjai
Festetics György 1783. március 2-án Rábahídvégen feleségül vette jakabházi Sallér Judit Rozália (Molnári, 1766. szeptember 24.– Molnári, 1829. március 28.) kisasszonyt, akinek a szülei jakabházi Sallér István (1726–1789) nádori ítélőmester, földbirtokos, valamint felsőmotesici és keselőkői Motesiczky Judit (1737–1796) voltak. Az apai nagyszülei idősebb jakabházi Sallér István (1690–1761), Magyarország alnádora, földbirtokos, és az előkelő nádasdi Nádasdy család köznemesi ágából való nádasdi Nádasdy Klára (1685–1765) voltak. Sallér Istvánné Nádasdy Klára szülei nádasdi Nádasdy Tamás (fl. 1678), Vas vármegyei földbirtokos és meszléni Meszlény Éva (fl. 1688–1699) voltak; az elsőnek az apja nádasdi Nádasdy Boldizsár (fl. 1636–1664), Vas vármegye alispánja, országgyűlési követe, földbirtokos, valamint az utóbbinak az apja meszléni Meszlény Benedek (fl. 1620–1660), Vas vármegye alispánja, országgyűlési követe, földbirtokos volt. Az anyai nagyszülei felsőmotesici és keselőkői Motesiczky István, földbirtokos és szavniczai Sándor Anna voltak. Az esküvői tanúk nemes Vrancsics Pál (1722–1790), ezredes, zalabéri Horváth József (1740–1793) cs. és kir. kamarás, Zala vármegye alispánja, valamint a menyasszonynak a rokona nemesi Foky családból való Foky József (1736–1803), vasi szolgabíró, földbirtokos voltak. Festetics Györgynek Sallér Judittól egy fiú- és három leánygyermeke született:
- gróf Festetics László (Ság, 1785. június 15. – Bécs, 1846. május 12.), aranykulcsos, császári és királyi kamarás, várkapitány, földbirtokos. Felesége: herceg Hohenzollern-Hechingeni Josefine (*Wadern, Saar-vidék, Németország, 1790. május 14.; †Bécs, 1856. március 25.)
- gróf Festetics Szidónia (*1787). Férje: zsadányi és törökszentmiklósi gróf Almásy Illés, cs. kir. kamarás, huszárezredes, földbirtokos.
- gróf Festetics Julianna (1790. november 7. – Bécs, 1816. november 18.). Férje: gróf Zichy Károly (Bécs, 1778. június 20. – Buda, 1834. december 15.)